# ليزلي أولمان
ليزلي أولمان (بالإنجليزية: Leslie Ullman)‏ (1947)؛ كاتِبة وشاعرة أمريكية.